# Городищенский сельский совет (Зборовский район)
Городищенский сельский совет (укр. Городищенська сільська рада) — входит в состав
Зборовского района
Тернопольской области
Украины.
Административный центр сельского совета находится в 
с. Городище.

## Населённые пункты совета
- с. Городище
- с. Носовцы